# Diocesi di Cinopoli di Arcadia
La diocesi di Cinopoli di Arcadia (in latino Dioecesis Cynopolitana in Arcadia) è una sede soppressa e sede titolare della Chiesa cattolica.

## Storia
Cinopoli di Arcadia (o Cinopoli superiore), forse identificabile con El-Queis (Cheikh-Fadl), è un'antica sede episcopale della provincia romana dell'Arcadia nella diocesi civile d'Egitto. Faceva parte del patriarcato di Alessandria ed era suffraganea dell'arcidiocesi di Ossirinco.
Originario di Cinopoli superiore era san Dioscoro, la cui passio colloca il martirio ad Alessandria all'inizio del IV secolo.
Incerta e complessa è la definizione della cronotassi dei vescovi di Cinopoli di Arcadia, chiamata anche Cinopoli superiore, per la presenza dell'omonima sede nella provincia dell'Egitto, e perché tra gli autori non c'è unanimità nella stesura della cronotassi episcopale, poiché assegnano i vescovi conosciuti o all'una o all'altra delle due sedi omonime.
Lo studio di Annick Martin indica tre soli vescovi per il periodo compreso tra IV e V secolo. Il primo è Colluto, che aveva aderito allo scisma meleziano, e che appare nella lista, trasmessa da Atanasio di Alessandria, dei vescovi che Melezio di Licopoli inviò al patriarca Alessandro di Alessandria all'indomani del concilio di Nicea del 325. Colluto è l'unico vescovo su cui c'è unanimità tra gli autori.
Il secondo vescovo è Apollo, ignoto a Le Quien e a Janin, documentato in diverse occasioni: prese parte al concilio di Tiro del 335 e al concilio di Sardica del 343/344 nel 353 fu esiliato da Giorgio di Cappadocia, usurpatore ariano della sede di Alessandria; infine è menzionato in una lettera di Atanasio del 354.
Il terzo vescovo che Annick Martin assegna a questa diocesi è Mario, che tutti gli altri autori indicano invece come vescovo di Cinopoli di Egitto. Mario è menzionato negli atti del concilio di Calcedonia del 451 e figura tra i membri del sinodo celebrato a Costantinopoli dal patriarca Gennadio I nel 459, dove sottoscrisse la lettera sinodale contro i simoniaci.
Ammesso da tutti gli autori, eccetto Martin che ne ignora l'esistenza anche nella cronotassi di Cinopoli di Egitto, è il vescovo Aiglone (Aeglon per Le Quien, Aiglon per Worp), che secondo Massimo il Confessore fu destinatario di una lettera del patriarca Alessandro di Alessandria, in sede dal 313 al 328.
Infine, ultimo vescovo attribuibile a Cinopoli di Arcadia è Gregorio nel 690 circa, indicato da Worp e dall'autore della voce su questa diocesi nel volume XXIX del Dictionnaire d'histoire et de géographie ecclésiastiques. Gregorio, che assistette il patriarca Giovanni III sul letto di morte, è inserito da Le Quien nella cronotassi dei vescovi di Cuse.
A questa sede Le Quien aggiunge Arpocrazio, che tuttavia fu vescovo di Alfocranon. Worp aggiunge Adamanzio, che Martin assegna invece alla diocesi di Cinopoli di Egitto.
Dal XX secolo Cinopoli di Arcadia è annoverata tra le sedi vescovili titolari della Chiesa cattolica; la sede è vacante dal 10 aprile 1968.

## Cronotassi

### Vescovi residenti
- Aiglone † (prima metà del IV secolo)
  - Colluto † (menzionato nel 325 circa) (vescovo meleziano)
- Apollo † (prima del 335 - dopo il 354)
- Mario † (prima del 451 - dopo il 459)
  - Gregorio ? † (menzionato nel 690 circa) (vescovo monofisita)

### Vescovi titolari
- Robert Dobson † (22 agosto 1922 - 6 gennaio 1942 deceduto)
- Ángel María Ocampo Berrio, S.I. † (23 giugno 1942 - 19 luglio 1947 succeduto vescovo di Socorro e San Gil)
- Joseph Ciamgioenpuo (Chang Yuin-po) † (20 novembre 1947 - 23 agosto 1949 deceduto)
- Jean-Marcel Rodié † (15 febbraio 1956 - 10 aprile 1968 deceduto)